# 超級瑪利歐樂園2 六個金幣
《超級瑪利歐樂園2 六個金幣》（日語：スーパーマリオランド2 6つの金貨），是任天堂於1992年10月21日在Game Boy發行的第二個超級瑪利歐樂園系列遊戲。此遊戲與《超級瑪利歐樂園》相比，加了不少的新元素，如新怪物及更清晰的畫面，瓦里奥也是於此遊戲首次登場。

## 劇情簡介
遊戲的故事是《超級瑪利歐樂園》之延續。在《超級瑪利歐樂園》的結尾中，宇宙怪物Tatanga奪取賽拉沙大陸（Sarasaland）並且綁架了黛西公主，瑪利歐要打敗六個王奪取六個金幣，進行機關重重的城堡與瓦里奥對決。

## 玩法

### 守則
與一般的超級瑪利歐系列一樣，瑪利歐消滅敵人的基本方法都是直接跳上去敵人上面將其踏死，或使用火球（如拿到花）。原本的《超級瑪利歐GB》只限玩家向右走，不過在此遊戲中玩家可以自行選擇方向，每關卡中間有一個鐘，那可以當存檔點用，如果使那鐘搖擺的話那玩家死後可以在該鐘重玩。在每一關的結尾，在最上面也有一個鐘，使鐘搖擺可令玩家到達一個小遊戲場地拿力量提升道具。不過玩家也可選擇直接完結，但不能夠玩小遊戲。大多數關卡都有一水管，有些水管可以使玩家進入一神秘空間，空間內有可能有隱藏道具、錢幣甚至是通往隱藏關卡的出口。

### 力量提升
- 蘑菇：使瑪利歐變大，化身「超級瑪利歐」，如果玩家使用Game Boy玩時接跳躍鍵同時按「下」鍵，瑪利歐的身體會以不斷轉動的方式向下鑽擊，這能打倒普通跳躍無法打倒的敵人，也能鑽破腳下的白磚塊。
- 花：使瑪利歐化身「火焰瑪利歐」，玩家可以扔火球將敵人打倒，也可破壞須用火球擊破的特殊磚塊。亦可使用鑽擊。
- 紅蘿蔔：使瑪利歐化身「兔子瑪利歐」，玩家不但可以隨處飛翔(滑翔)，更會提高跳躍能力。但無法使用鑽擊。
- 無敵星：使瑪利歐可以短時間內擁有無敵狀態，而且能夠打倒所有敵人。
- 粉紅心：1UP

### 關卡

遊戲中玩家與最於BOSS瓦里奥決鬥場面

此遊戲一共有32關卡，頭一關是必須要玩的，不過那只是當作一熱身關卡。在遊戲內一共有六個區域，每個區域的最後關於都有BOSS，打敗BOSS後可取得金幣。
- 樹木區域：一個樹木的區域，主要的敵人為昆蟲，BOSS為一名為Radonkel的惡鳥。
- 微距區域：一個豪宅型的區域，瑪利歐而變小，同樣主要的敵人都是以昆蟲為主，BOSS為一名為Ricky的老鼠。
- 南瓜區域：一個鬼屋的區域，主要的敵人為鬼怪類，BOSS為一名為Sabasa的女巫。
- 瑪利歐區域：一個機械瑪利歐的區域，主要的敵人都是機械人，BOSS為三隻小豬。
- 烏龜區域：一個海洋的區域，主要的敵人都是魚類，BOSS為一隻章魚。
- 太空區域：一個太空的區域，此區域有不少東西都是與眾不同的。首先玩家進入太空區域前必須要成功完成河馬關卡（不計算在六大區域之中），即在該關卡進入最上的出口。其次是玩家在太空區域中可體驗無重狀態。此主題的BOSS為Tatanga，乃《超級瑪利歐GB》的最終BOSS。

完成所有區域後，玩家會拿到全部六個金幣，即可以進入城堡與瓦里奥決鬥。不過城堡內機關重重，玩家需要小心。當玩家打敗瓦里奥後，代表瓦里奥在當地的勢力被推翻，瑪利歐重新奪回城堡成為該地合法統治者，遊戲結束。

### 其他
- 玩家完成一個區域後，可以重新玩過，不過區域地圖內的怪物全消失，而且也不會得到任何金幣。
- 玩家可隨意在地圖內進入一特別遊戲年取粉紅心，最高可有99條生命。
- 瓦利歐被打敗的結果是促成了《超級瑪利歐樂園3 瓦利歐樂園》，因為《瓦利歐樂園》的遊戲故事背景是與《六個金幣》有密切關係。

## 秘技與彩蛋
- 進入到遊戲目錄時候按下【選擇】，就會出現《Easy Mode》，遊戲中的怪物數目會減少；瓦里奥城堡內的部份機關數目會減少和增加，速度都會減慢。
- 在最終關卡瑪利歐城中，在第一個巨大食人花像前的岩漿坑下以無敵星狀態鑽破下去，可以找到放路易吉帽子的基座。取得路易吉帽子後瑪利歐就會變成路易吉。

## 開發
遊戲音樂由户高一生創作，這也是他最早的作品之一。遊戲中還隱藏了户高的音樂，當Game Over畫面顯示恰好2分30秒後就可以聽到。

## 評價
| 汇总媒体     | 得分              |
| ------------ | ----------------- |
| GameRankings | 77.42%（8個評價） |

| 媒体         | 得分     |
| ------------ | -------- |
| 电子游戏月刊 | 87.5/100 |
| 任天堂力量   | 3.7/5    |

在《任天堂官方雜誌》的「百佳任天堂遊戲」中，《超級瑪利歐樂園2》位列第44名 。《任天堂力量》將其列為七佳Game Boy/Game Boy Color遊戲，並稱讚其改进了《超級瑪利歐樂園》，且作為一款掌機遊戲，視覺效果令人印象深刻。GamesRadar將《超級瑪利歐樂園2》列為最期待在3DS平台出模拟器的遊戲。

## 外部連結
- 遊戲官方網站 （页面存档备份，存于） （日語）
- 《超級瑪利歐樂園2：六個金幣》介紹 （页面存档备份，存于）（Super Mario Wiki）
- 《超級瑪利歐樂園2：六個金幣》（NinDB）
- 《超級瑪利歐樂園2：六個金幣》GameFAQs （页面存档备份，存于）